# Ouoïchi
Ouoïchi ist eine kleine Oase im Norden des Tschad im zentralen Tibesti. Ouoïchi liegt in einem Seitental des Enneri Zoumri, dem fruchtbarsten Teil des Tibesti. Die etwas größere Oase Youbor liegt 7 km westlich von Ouoïchi.